# Dario Cologna
Dario Alonzo Cologna (Santa Maria Val Müstair, 11 de marzo de 1986) es un deportista suizo que compite en esquí de fondo.
Participó en cuatro Juegos Olímpicos de Invierno, entre los años 2010 y 2022, obteniendo en total cuatro medallas de oro: en Vancouver 2010 en los 15 km, en Sochi 2014 en 15 km y 30 km y en Pyeongchang 2018 en 15 km.
Ganó tres medallas en el Campeonato Mundial de Esquí Nórdico, en los años 2013 y 2015.
Fue el abanderado de Suiza en la ceremonia de apertura de los Juegos de Pyeongchang 2018.

## Palmarés internacional
| Juegos Olímpicos   | Juegos Olímpicos            | Juegos Olímpicos  | Juegos Olímpicos |
| Año                | Lugar                       | Medalla           | Prueba           |
| ------------------ | --------------------------- | ----------------- | ---------------- |
| 2010               | Vancouver (Canadá)          | Medalla de oro    | 15 km            |
| 2014               | Sochi (Rusia)               | Medalla de oro    | 15 km            |
| 2014               | Sochi (Rusia)               | Medalla de oro    | 30 km            |
| 2018               | Pyeongchang (Corea del Sur) | Medalla de oro    | 15 km            |
| Campeonato Mundial |                             |                   |                  |
| Año                | Lugar                       | Medalla           | Prueba           |
| 2013               | Val di Fiemme (Italia)      | Medalla de oro    | 30 km            |
| 2013               | Val di Fiemme (Italia)      | Medalla de bronce | 50 km            |
| 2015               | Falun (Suecia)              | Medalla de plata  | 30 km            |